# Шлайтдорф
Шлайтдорф (нім. Schlaitdorf) — громада в Німеччині, знаходиться в землі Баден-Вюртемберг. Підпорядковується адміністративному округу Штутгарт. Входить до складу району Есслінген.
Площа — 7,31 км2. Населення становить 1957 ос. (станом на 31 грудня 2020).